# جان دین (دوچرخه‌سوار)
جان دین (انگلیسی: John Dean؛ زادهٔ ۲۲ دسامبر ۱۹۴۷) دوچرخه‌سوار اهل نیوزیلند است. وی در بازی‌های المپیک تابستانی ۱۹۶۸ و بازی‌های المپیک تابستانی ۱۹۷۲ شرکت کرد.